# Amundsenov krater
Amundsenov krater je velik udarni krater s premerom 103,39 km blizu Luninega južnega tečaja. Leži ob robu vidne površine Lune, tako da je za opazovalca z Zemlje viden od strani. Ima terasast rob z najširšim delom na južni strani in razmeroma plosko dno s parom vrhov v sredini. Med luninim dnevom je večina dna v senci, osvetljen je le južni del in oba vrhova.
Nastal naj bi ob trku večjega objekta pred 3,92 do 3,85 milijarde let v preteklosti, dno pa je nekoliko mlajšega geološkega izvora, staro med 3.85 in 3,8 milijarde let.
Krater je poimenovan po norveškem polarnem raziskovalcu Roaldu Amundsenu. Severozahodno od njega je Scottov krater podobnih dimenzij.